# L'Épée enchantée
Cet article concerne le film. Pour le roman, voir L'Épée enchantée (roman).
Pour les articles homonymes, voir Magic Sword (homonymie).
Pour plus de détails, voir Fiche technique et Distribution.
L'Épée enchantée (The Magic Sword) est un film américain réalisé par Bert I. Gordon, sorti en 1962.

## Synopsis
Georges (Gary Lockwood) est le fils de la sorcière Sybile (Estelle Winwood). Elle le garde chez elle, sous sa protection magique, jusqu'au jour où Georges qui approche de son 21e anniversaire (majorité) fait la connaissance de la belle princesse Helene (Anne Helm). La princesse se fait enlever par le diabolique sorcier Lodac. Avec l'aide d'une armure magique et six chevaliers sortis d'un sortilège, Georges part à la recherche de la princesse pour la sauver des griffes de Lodac, mais sept épreuves maléfiques attendent nos valeureux chevaliers. Sir Georges réussira-t-il malgré les nombreux pièges mis sur sa route ?

## Fiche technique
- Titre : L'Épée enchantée
- Titre original : The Magic Sword
- Réalisation : Bert I. Gordon
- Scénario : Bert I. Gordon et Bernard C. Schoenfeld
- Production : Bert I. Gordon
- Musique : Richard Markowitz
- Photographie : Paul Vogel
- Montage : Harry Gerstad
- Direction artistique : Franz Bachelin
- Pays d'origine : États-Unis
- Format : Couleurs - 1,85:1 - Mono - 35 mm
- Genre : Aventure, fantastique
- Durée : 80 minutes
- Dates de sortie : 26 février 1962 (Danemark), avril 1962 (États-Unis), 25 avril 1962 (France)
- Interdit aux moins de 13 ans à sa sortie salles (interdiction lévée depuis longtemps[réf. nécessaire])

## Distribution
- Basil Rathbone (VF : Abel Jacquin) : Lodac
- Estelle Winwood(VF : Germaine Kerjean)  : Sybil
- Gary Lockwood(VF : Michel Cogoni)  : Sir George
- Anne Helm (VF : Arlette Thomas) : la princesse Helene
- Liam Sullivan (VF : Roger Til) : Sir Branton
- Danielle De Metz : Mignonette
- Merritt Stone : le roi
- Jacques Gallo : Sir Denis de France
- David R. Cross : Sir Pedro d'Espagne
- John Mauldin (VF : Jean Fontaine) : Sir Patrick d'Irlande
- Taldo Kenyon (VF : Claude Mercutio) : Sir Anthony (Antonio en VF) d'Italie
- Angus Duncan : Sir James d'Écosse
- Leroy Johnson : Sir Ulrich d'Allemagne
- Marlene Callahan : la princesse Grace
- Nick Bon Tempi : le siamois de gauche
- Paul Bon Tempi : le siamois de droite
- Ann Graves : la princesse Laura
- Lorrie Richards : Anne
- Jack Kosslyn : l'ogre
- Maila Nurmi (VF : Laurence Badie) : la sorcière
- Angelo Rossitto (non crédité) le deuxième nain

## Autour du film
- Le tournage s'est déroulé à Los Angeles.
- Dans la version originale, l'acteur Leroy Johnson fut doublé par Paul Frees.